# Туриянский, Владимир Львович
Владимир Львович Туриянский (21 августа 1935, Москва — 2 сентября 2024) — советский и российский поэт, композитор, бард

, радиоэлектромеханик, геолог.

## Биография
Родился 21 августа 1935 года в Москве, в семье экономиста Льва Абрамовича Туриянского (1883—1938), уроженца Златополя, сотрудника Наркомсовхозов. Отец был репрессирован в 1936 году и погиб в Интинском лагере ГУЛАГа в 1938 году. После этого будущий бард с матерью Верой Григорьевной, братом Александром и сестрой Анной были сосланы в Казахстан. С началом Великой Отечественной войны брат был призван в армию и погиб на фронте. Боль от этих утрат поэт пронёс через всю жизнь. В 1946 году семья поселилась в посёлке Струнино Владимирской области (за 101-м километром).
Владимир поступил в Московский институт культуры, но проучился лишь до третьего курса, а затем избрал профессию геолога. Он отправился с геологической экспедицией в Сибирь. По его признанию, только жизнь в далёких экспедициях на севере и востоке СССР позволяла хотя бы на время избавиться от реалий советской системы.
Начав работу геолога, Туриянский становится радиоэлектромехаником шестого разряда СГРЭ, наладчиком геофизической аппаратуры. Участвовал во многих геологических экспедициях на Крайний Север, в Западную и Восточную Сибирь. Работал электромонтёром, коллектором, радистом, грузчиком, слесарем.
С 1959 года начал писать песни, преимущественно на свои стихи. Исполнял свои сочинения, аккомпанируя себе на семиструнной гитаре (гитару начал осваивать, ещё живя на поселении, учась у освободившихся зеков). В начале своей песенной карьеры играл в качестве аккомпаниатора в октете Ады Якушевой. Участвовал в работе Московского Центра авторской песни.
Первая песня — «Кабестан» (1959) на стихи Б. Стругацкого из книги «Страна багровых туч». Многие песни рождались в полевых условиях экспедиций. Свой день рождения Туриянский чаще всего встречал в экспедициях и в таких случаях старался сделать себе подарок в виде новой песни. Наиболее популярными песнями Владимира Туриянского стали «Монтана», «Геофизическое танго», «Старая сказка», «Откуда начинается река», «Мы зачем-то сбежали из тёплых квартир», «Яна, Индигирка, Колыма».
Выпускались его диски, компакт-диски и компакт-кассеты, книги стихов. Уехал в Германию в 2000 году. Вернулся в Россию и жил в Москве.
Умер 2 сентября 2024 года в возрасте 89 лет.

## Семья
Жена - Антонина Андреевна Туриянская (род. 1943) (урождённая Гедымин), геолог, палеонтолог.
Дочь - Наталья Владимировна Туриянская (род. 1975), концертмейстер, артист оркестра театра им. Е. Вахтангова.

## Дискография
- «Ты помнишь ли, гитара?» (1991),
- «Ночной разговор» (1995),
- «Пейзаж времён империи» (1997),
- «Откуда начинается река» (1997).
- «Пока дороги сердце просит» (1997),
- «Поезда бесконечного следования» (1999),
- «Не хватает времени» (1999),
- «Не верь, не бойся, не проси» (1999),
- «Российские барды — В. Туриянский» (2000),
- «Ночной разговор» (2001),
- «Мне снятся сны все реже» (2006),
- «Расстрелянный XX век» (2007).